# Skins (merk)
Skins Cosmetics is een Nederlandse winkelketen en is gespecialiseerd in parfum, make-up, huidverzorgingsproducten en andere cosmetica van internationale cosmeticahuizen en nichemerken. Het bedrijf werd in 2000 opgericht en het hoofdkantoor is gevestigd in Amstelveen.
Het bedrijf heeft in 2024 circa tweehonderd medewerkers in dienst en twintig vestigingen in Nederland, België en Zuid-Afrika, waarbij het gaat om zowel franchisenemers als eigen winkels.

## Geschiedenis
Skins werd in 2000 opgericht door Philip Hillege en Michiel Poelmans, met de eerste winkel in de Runstraat in het Amsterdamse winkelgebied De 9 Straatjes. De winkel introduceerde nichemerken die voorheen niet beschikbaar waren in Nederland. In 2010 verliet Poelmans het bedrijf, waarna Hillege de leiding overnam. 
In 2017 opende Skins haar eerste vestiging in Zuid-Afrika, in samenwerking met ASCO (African Sales Company). Deze winkel is gevestigd in Sandton City Shopping Centre in Johannesburg. In 2022 verhuisde de winkel naar een grotere locatie binnen hetzelfde winkelcentrum. Daarnaast zijn er nog vestigingen in Kaapstad, Durban en Pretoria.
In 2019 werd Claudia Pouw-Dullaart benoemd tot CEO en werd Hillege creatief directeur. In 2023 was de omzet meer dan veertig miljoen euro.
In 2024 werd de Belgische investeerder Vendis Capital de meerderheidsaandeelhouder.